# Робинсон, Джо
Джо Робинсон (полн.Джозеф Роберт Робинсон) (родился 25 мая 1991 года) — австралийский фингерстайл-гитарист и вокалист, музыкант-самоучка из Темагога, Новый Южный Уэльс. Наиболее известен своими виртуозными способностями к игре на гитаре. В 2008 году стал победителем Australia’s Got Talent. Выпустил 5 альбомов и 2 сингла. 

## Биография
Робинсон родился в Темагоге, Новый Южный Уэльс, Австралия. Он начал играть на фортепиано в возрасте шести лет только потому, что ему сказали, что его пальцы слишком малы, чтобы играть на гитаре. В возрасте десяти лет он бросил играть на фортепиано и начал играть на гитаре. Он перерос своего учителя игры на гитаре менее чем за 12 месяцев и начал обучаться самостоятельно через Интернет.
Когда ему было одиннадцать лет, Джо начал гастролировать с разными австралийскими артистами, включая Томми Эммануэля, ставшего его наставником.
Когда Робинсону было 13 лет, он выиграл Австралийский национальный конкурс авторов песен.
В 2006 году он записал свой дебютный альбом под названием Birdseed, спродюсированный Пэррисом Маклеодом в Cloud Studios в Вайонге, Новый Южный Уэльс.
В возрасте семнадцати лет Робинсон выиграл гранд-финал Australia's Got Talent 1 июля 2008 года, исполнив кавер-версию "Classical Gas" в стиле фингерстайл.
В августе 2008 года Джо отправился в Нэшвилл, штат Теннесси, и записал свой второй альбом "Time Jumpin" с продюсером Фрэнком Роджерсом. "Time Jumpin'" был выпущен в 2009 году.
19 июля 2009 года Робинсон был удостоен звания старшего Гранд-чемпиона мира 2009 года на чемпионате мира по исполнительским искусствам в Лос-Анджелесе, а также выиграл инструментальную категорию среди пожилых людей в том же конкурсе, а также в мужских инструментальных категориях "Современные, джазовые, открытые и оригинальные произведения" в классе участников от 16 до 24 лет.[8][9][10][11]
В сентябре 2009 года он создал проект Joe Robinson Electric с Сэмом Марксом на барабанах и Крисом Хейгом на басу, отправившись в национальный тур по Австралии.[12] Джо был вступительным актом для австралийской музыкальной иконы Джона Фарнхэма в серии из шести последовательных концертов в театре Берсвуд в Перте в октябре 2009 года в рамках тура Фарнхэма по возвращению.[13]
После переезда в Нэшвилл, штат Теннесси, в возрасте 18 лет[14] [15] он был приглашен выступить на престижном музыкальном фестивале Bonnaroo в июне 2010 года.[16]
Джо Робинсон был назван "Лучшим новым талантом" в опросе читателей журнала Guitar Player за 2010 год. Ленни Бро и Томми Эммануэль вдохновили его на разработку собственной гармонической техники[17].
В сентябре 2010 года Джо выступил на концерте Live on the Green в Нэшвилле, штат Теннесси, вместе с "The Wailers". Затем, в ноябре, Робинсон начал "Тур Гудини" по Европе, путешествуя по Германии, Чехии, Хорватии, Словакии, Австрии, Венгрии, Сербии и Италии. С самого начала концепция этого тура Робинсона состояла в том, чтобы "избежать ожиданий" от него как исполнителя. Он добавил вокальные партии и пригласил с собой двух музыкантов из Соединенных Штатов, басиста Бернарда Харриса и барабанщика Маркуса Хилла. После месячных признанных европейских выступлений Робинсон продолжил поездку в Японию для долгожданных сольных выступлений в Токио и Осаке до середины декабря. Его первое пребывание в Японии оказалось широко оцененным и хорошо принятым для 19-летнего музыканта. После этих концертов он заключил контракт на запись с P-Vine Records. Вернувшись на каникулы на родину в Австралию, Робинсон возобновил свое турне 5 января в Эумунди и завершил его 29 января в Мельбурне.
Джо провел большую часть 2011 года в студии, записывая свой третий альбом с вокальным басовым материалом и ритм-секцией Кита Карлока и Майкла Родса на басу. Первый сингл "Out Alive" был выпущен в Австралии 2 декабря 2011 года, а полный компакт-диск "Позвольте мне представить вас" был выпущен на австралийском лейбле ABC 20 января 2012 года.[18] Робинсон совершил тур по Австралии в поддержку релиза, включая пять выступлений на Вудфордском фольклорном фестивале в конце декабря 2011 года.
В 2012 году Джо выпустил EP "Toe Jam."[19], на котором он написал, спродюсировал и сыграл на большинстве инструментов. После завершения EP Джо и два его музыканта, Сэм Маркс (ударные) и Марсело Бакос (бас-гитара), совершили турне по США, выступая хедлайнерами концертов в Нью-Йорке, Чикаго, округ Колумбия и Бостоне. Находясь в Бостоне, Джо провел семинар в престижном музыкальном колледже Беркли[20].
Джо вернулся в Австралию в конце 2012 года для участия в ряде главных дат и фестивалей, в том числе в Фестивале Солнца в Порт-Макуори, Новый Южный Уэльс. Робинсон выпустил свой новый EP через независимого дистрибьютора MGM, чтобы совпасть с туром.
Большую часть 2013 года Робинсон провел в турне по Северной Америке. Хедлайнеры клубов по всему Северо-Востоку, а также в Техасе и на Западном побережье. После короткого выступления в качестве хедлайнера в Китае и Японии он провел большую часть лета, играя на фестивалях, включая канадский оттавский Bluesfest (вместе с Black Keys и Dixie Chicks), концерт в Нэшвилле "Live on the Green" с Робертом Рэндольфом и праздничное мероприятие Fender, ведущее к гитарному фестивалю Эрика Клэптона "Перекресток" в Мэдисон-сквер-Гарден.
В 2014 году Джо выпустил EP "Gemini Vol.1".[21] Хотя в EP присутствует сильное вокальное исполнение, именно его ведущая гитара - смесь блюза, рока, джаза и R & B - все его собственные - связывает его с его предыдущими релизами. Робинсон играл почти на всех инструментах на EP собственного производства, придавая альбому особый уровень интимности.
Продолжение "Gemini Vol.2" было выпущено 31 октября 2015 года. Джо играл на всех инструментах, спродюсировал и смикшировал EP из 4 песен.
Активно гастролируя со своим сольным шоу в 2016 году, Джо также сотрудничал с "Guitar Army", трио гитаристов, писателей и певцов triple threat; Джо,  Роббен Форд и Ли Рой Парнелл.
В 2017 году Джо работает над своим долгожданным 4-м полноформатным альбомом.

## Некоторые знаменитые произведения
- Chatterbox
- Daddy Long Licks
- It’s Not Easy
- Midnight In Nashville
- The Gremlin
- Royal Flush
- Time Jumpin’
- Fireflies
- Lethal Injection
- Out Alive

## Дискография
- 2007 Birdseed
- 2007 Those Lonely Tears — Single
- 2009 Time Jumpin'
- 2010 Christmas In Brooklyn
- 2011 Out Alive — Single
- 2012 Let Me Introduce You
- 2012 Toe Jam — EP